# Junte des communautés de Castille-La Manche
La Junta de Comunidades de Castilla-La Mancha (en français, littéralement : « Junte des communautés de Castille-La Manche »), également appelée Junta de Comunidades, est, conformément à l'article 8 du statut d'autonomie, l'institution au sein de laquelle s'exercent les pouvoirs de la communauté autonome de Castille-La Manche, en Espagne.

## Création
Après la fin du franquisme et l'avènement de la démocratie, la Constitution espagnole de 1978 consacre, en son article 2, « le droit à l'autonomie des nationalités et des régions qui composent l'Espagne et la solidarité entre elles ». Plus précis, son titre VIII prévoit que les communautés autonomes (comunidades autónomas) disposent des pouvoirs exécutif et législatif, et que leur organisation est régie par un statut d'autonomie qui leur est propre.
Le 10 août 1982, le roi Juan Carlos Ier et le président du gouvernement Leopoldo Calvo-Sotelo promulguent la « loi organique 9/1982 portant statut d'autonomie de Castille-La Manche ».
Le texte consacre alors pleinement le droit à l'autonomie de la région de Castille-La Manche, nouvellement créée, et établit la Junta de Comunidades comme l'institution responsable de son autogouvernement. L'article 8 dispose en effet que « Los poderes de la Región se ejercen a través de la Junta de Comunidades de Castilla-La Mancha. ».
Il y est également fait référence dans l'article 1, alinéa 2, du statut, qui déclare que « la Junte des Communautés de Castille-La Manche est l'institution au sein de laquelle s'exerce politiquement et juridiquement l'autogouvernement de la région ».

## Organisation
Toujours selon l'article 8 du statut de 1982, la Junta se compose de trois organes : les Cortes de Castille-La Manche, le président de la Junte et le Conseil de gouvernement.
Les Cortes, élues par le peuple, exercent pouvoir législatif, adoptent le budget régional, et assurent le contrôle du Conseil de gouvernement et de l'administration.
Le président dirige l'action du Conseil de gouvernement, coordonne les fonctions de ses membres, et assure la représentation suprême de la Castille-La Manche, et ordinaire de l'État sur le territoire régional. Il est élu par les Cortes.
Le Conseil de gouvernement (Consejo de Gobierno) est l'organe collectif du pouvoir exécutif dans la région. Il dirige l'action politique et administrative régionale, exerce la fonction exécutive et le pouvoir réglementaire. Ses membres sont nommés et révoqués par le président.
L'ensemble de ces organes de pouvoir siègent à Tolède.